# Eudimorphodontidae
Los eudimorfodóntidos (Eudimorphodontidae) son una familia extinta de pterosaurios primitivos del Triásico Superior (épocas del Noriense al Rhaetiense) de Europa. Fue nombrada por Peter Wellnhofer en 1978 para incluir a Eudimorphodon ranzii. Algunos  análisis filogenéticos han sugerido que Eudimorphodontidae es un sinónimo más reciente de Campylognathoididae, mientras que los análisis más exhaustivos ha  encontrado que Eudimorphodontidae es basal con respecto a Macronychoptera que incluye a Campylognathoididae y a los pterosaurios más avanzados (Breviquartossa). Wang et al. (2009) encontró que Eudimorphodontidae incluye a seis especies (de los géneros monoespecíficos Peteinosaurus, Raeticodactylus y Caviramus, y las tres especies de Eudimorphodon), pero ellos no definieron el clado. Brian Andres (2010, en prensa) definió a Eudimorphodontidae y encontró que Peteinosaurus estaría cercanamente relacionado con ellos. Más aún, él halló un clado monofilético de Eudimorphodon (a diferencia de Wang et al., 2009 y Dalla Vecchia, 2009), y definió dos subfamilias dentro de Eudimorphodontidae. Los Eudimorphodontinae incluyen a todos los taxones más cercanamenete relacionados con Eudimorphodon ranzii que a Raeticodactylus filisurensis mientras que los Raeticodactylinae incluyen a todos los taxones más cercanamente relacionados con Raeticodactylus filisurensis que a Eudimorphodon ranzii. Posteriormente, Raeticodactylus y Caviramus fueron ubicados en su propia familia, Raeticodactylidae. El cladograma presentado a continuación sigue ese análisis:
|  | Preondactylus buffarinii  |
|  |                           |
|  | Austriadactylus cristatus |
|  |                           |

|  | Raeticodactylus filisurensis |
|  |                              |
|  | Caviramus schesaplanensis    |
|  |                              |

|  | Arcticodactylus cromptonellus                                                      |
|  |                                                                                    |
|  | \| \| Carniadactylus rosenfeldi \| \| \| \| \| \| Eudimorphodon ranzii \| \| \| \| |
|  |                                                                                    |
|  | Carniadactylus rosenfeldi                                                          |
|  |                                                                                    |
|  | Eudimorphodon ranzii                                                               |
|  |                                                                                    |

|  | Carniadactylus rosenfeldi |
|  |                           |
|  | Eudimorphodon ranzii      |
|  |                           |

|  | Raeticodactylus filisurensis |
|  |                              |
|  | Caviramus schesaplanensis    |
|  |                              |

|  | Arcticodactylus cromptonellus                                                      |
|  |                                                                                    |
|  | \| \| Carniadactylus rosenfeldi \| \| \| \| \| \| Eudimorphodon ranzii \| \| \| \| |
|  |                                                                                    |
|  | Carniadactylus rosenfeldi                                                          |
|  |                                                                                    |
|  | Eudimorphodon ranzii                                                               |
|  |                                                                                    |

|  | Carniadactylus rosenfeldi |
|  |                           |
|  | Eudimorphodon ranzii      |
|  |                           |

|  | Raeticodactylus filisurensis |
|  |                              |
|  | Caviramus schesaplanensis    |
|  |                              |

|  | Arcticodactylus cromptonellus                                                      |
|  |                                                                                    |
|  | \| \| Carniadactylus rosenfeldi \| \| \| \| \| \| Eudimorphodon ranzii \| \| \| \| |
|  |                                                                                    |
|  | Carniadactylus rosenfeldi                                                          |
|  |                                                                                    |
|  | Eudimorphodon ranzii                                                               |
|  |                                                                                    |

|  | Carniadactylus rosenfeldi |
|  |                           |
|  | Eudimorphodon ranzii      |
|  |                           |

|  | Raeticodactylus filisurensis |
|  |                              |
|  | Caviramus schesaplanensis    |
|  |                              |

|  | Arcticodactylus cromptonellus                                                      |
|  |                                                                                    |
|  | \| \| Carniadactylus rosenfeldi \| \| \| \| \| \| Eudimorphodon ranzii \| \| \| \| |
|  |                                                                                    |
|  | Carniadactylus rosenfeldi                                                          |
|  |                                                                                    |
|  | Eudimorphodon ranzii                                                               |
|  |                                                                                    |

|  | Carniadactylus rosenfeldi |
|  |                           |
|  | Eudimorphodon ranzii      |
|  |                           |

|  | Preondactylus buffarinii  |
|  |                           |
|  | Austriadactylus cristatus |
|  |                           |

|  | Raeticodactylus filisurensis |
|  |                              |
|  | Caviramus schesaplanensis    |
|  |                              |

|  | Arcticodactylus cromptonellus                                                      |
|  |                                                                                    |
|  | \| \| Carniadactylus rosenfeldi \| \| \| \| \| \| Eudimorphodon ranzii \| \| \| \| |
|  |                                                                                    |
|  | Carniadactylus rosenfeldi                                                          |
|  |                                                                                    |
|  | Eudimorphodon ranzii                                                               |
|  |                                                                                    |

|  | Carniadactylus rosenfeldi |
|  |                           |
|  | Eudimorphodon ranzii      |
|  |                           |

|  | Raeticodactylus filisurensis |
|  |                              |
|  | Caviramus schesaplanensis    |
|  |                              |

|  | Arcticodactylus cromptonellus                                                      |
|  |                                                                                    |
|  | \| \| Carniadactylus rosenfeldi \| \| \| \| \| \| Eudimorphodon ranzii \| \| \| \| |
|  |                                                                                    |
|  | Carniadactylus rosenfeldi                                                          |
|  |                                                                                    |
|  | Eudimorphodon ranzii                                                               |
|  |                                                                                    |

|  | Carniadactylus rosenfeldi |
|  |                           |
|  | Eudimorphodon ranzii      |
|  |                           |

|  | Raeticodactylus filisurensis |
|  |                              |
|  | Caviramus schesaplanensis    |
|  |                              |

|  | Arcticodactylus cromptonellus                                                      |
|  |                                                                                    |
|  | \| \| Carniadactylus rosenfeldi \| \| \| \| \| \| Eudimorphodon ranzii \| \| \| \| |
|  |                                                                                    |
|  | Carniadactylus rosenfeldi                                                          |
|  |                                                                                    |
|  | Eudimorphodon ranzii                                                               |
|  |                                                                                    |

|  | Carniadactylus rosenfeldi |
|  |                           |
|  | Eudimorphodon ranzii      |
|  |                           |

|  | Raeticodactylus filisurensis |
|  |                              |
|  | Caviramus schesaplanensis    |
|  |                              |

|  | Arcticodactylus cromptonellus                                                      |
|  |                                                                                    |
|  | \| \| Carniadactylus rosenfeldi \| \| \| \| \| \| Eudimorphodon ranzii \| \| \| \| |
|  |                                                                                    |
|  | Carniadactylus rosenfeldi                                                          |
|  |                                                                                    |
|  | Eudimorphodon ranzii                                                               |
|  |                                                                                    |

|  | Carniadactylus rosenfeldi |
|  |                           |
|  | Eudimorphodon ranzii      |
|  |                           |